# باشگاه والیبال رابیتا باکو
باشگاه والیبال رابیتا باکو (انگلیسی: Rabita Baku) یک باشگاه والیبال زنان مستقر در باکو است و در حال حاضر در سوپر لیگ والیبال آذربایجان حضور دارد.
رابیتا از باشگاه‌های پیشرو والیبال زنان محسوب می‌شود که تا به حال ۸ قهرمانی در سوپر لیگ آذربایجان به دست آورده است و در قهرمانی باشگاه‌های جهان نیز یک قهرمانی و یک نایب قهرمانی را به دست آورده و دو نایب قهرمانی و یک سومی لیگ قهرمانان اروپا نیز از دیگر افتخارات رابیتا محسوب می‌شود.